# SingStar

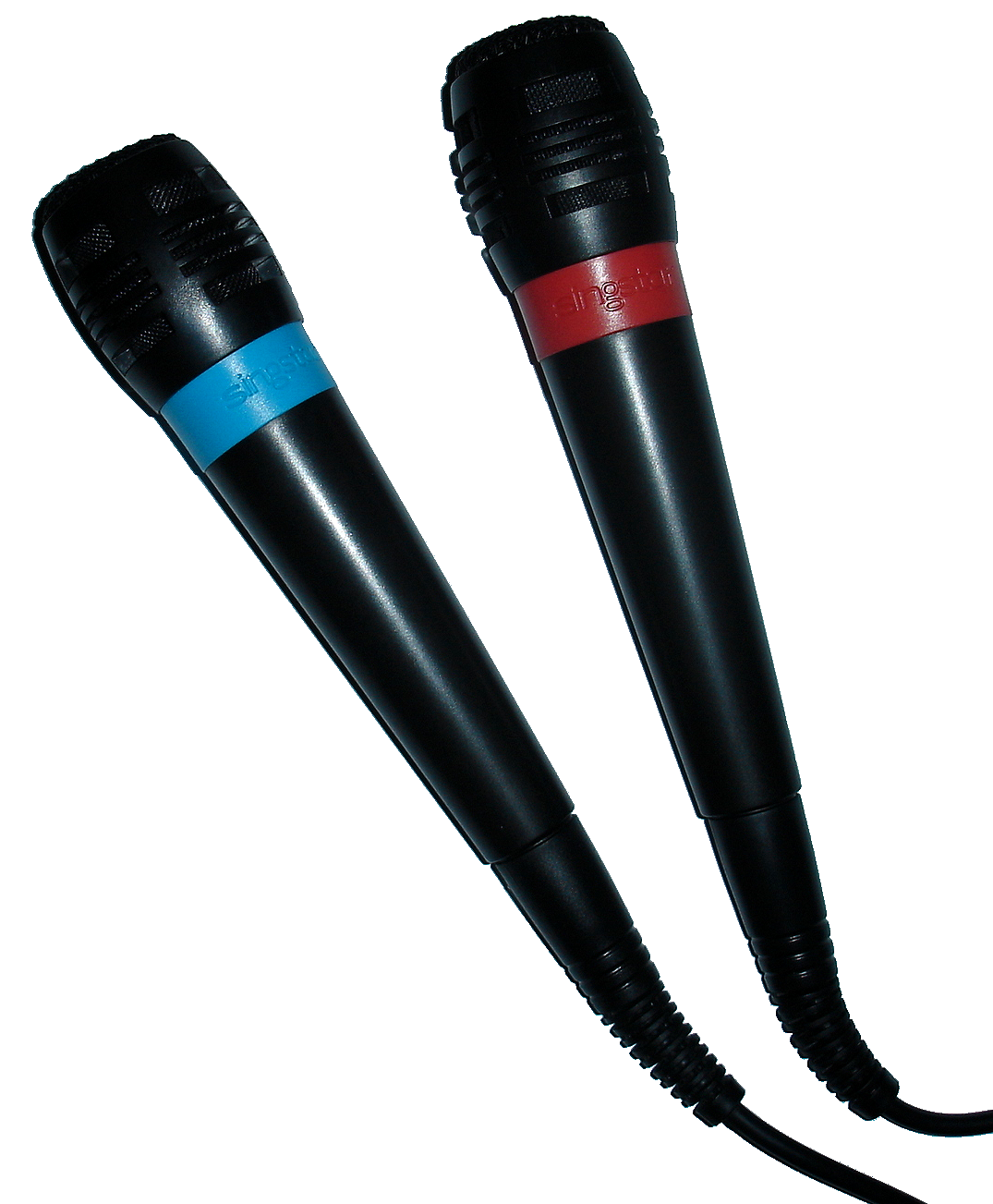
El primer joc porta incorporats dos micròfons USB.

El SingStar és una sèrie de videojocs per a les consoles PlayStation 2, PlayStation 3, i PlayStation 4 que simula un karaoke que utilitza l'entonació de la veu per calcular les puntuacions.
Llençat inicialment per a PlayStation 2 en 2004, van anar apareixent llançaments fins a la PlayStation 4, sent l'últim SingStar Celebration en 2017, i els servidors per al joc van deixar de ser operatius el 31 de desembre de 2020, quedant únicament operativa en mode local. i havent llençat edicions per a diferents gèneres o grups musicals com Queen, ABBA, Take That o Disney. Durant les cançons, a la pantalla hi surt de fons el videoclip de la cançó i unes barres horitzontals que representen el to amb el que s'ha de cantar la cançó i serveix per guiar els concursants. Segons el nivell de dificultat, les barres són més o menys estretes per exigir un nivell més alt d'afinació. La lletra surt a sota de les pantalles. La compatibilitat amb la càmera Eye Toy permet, en lloc de veure el videoclip de la cançó, veure's mentre cantes i gravar-se. Hi ha diverses categories en base de les seves puntuacions.